# Kloster Moldovița

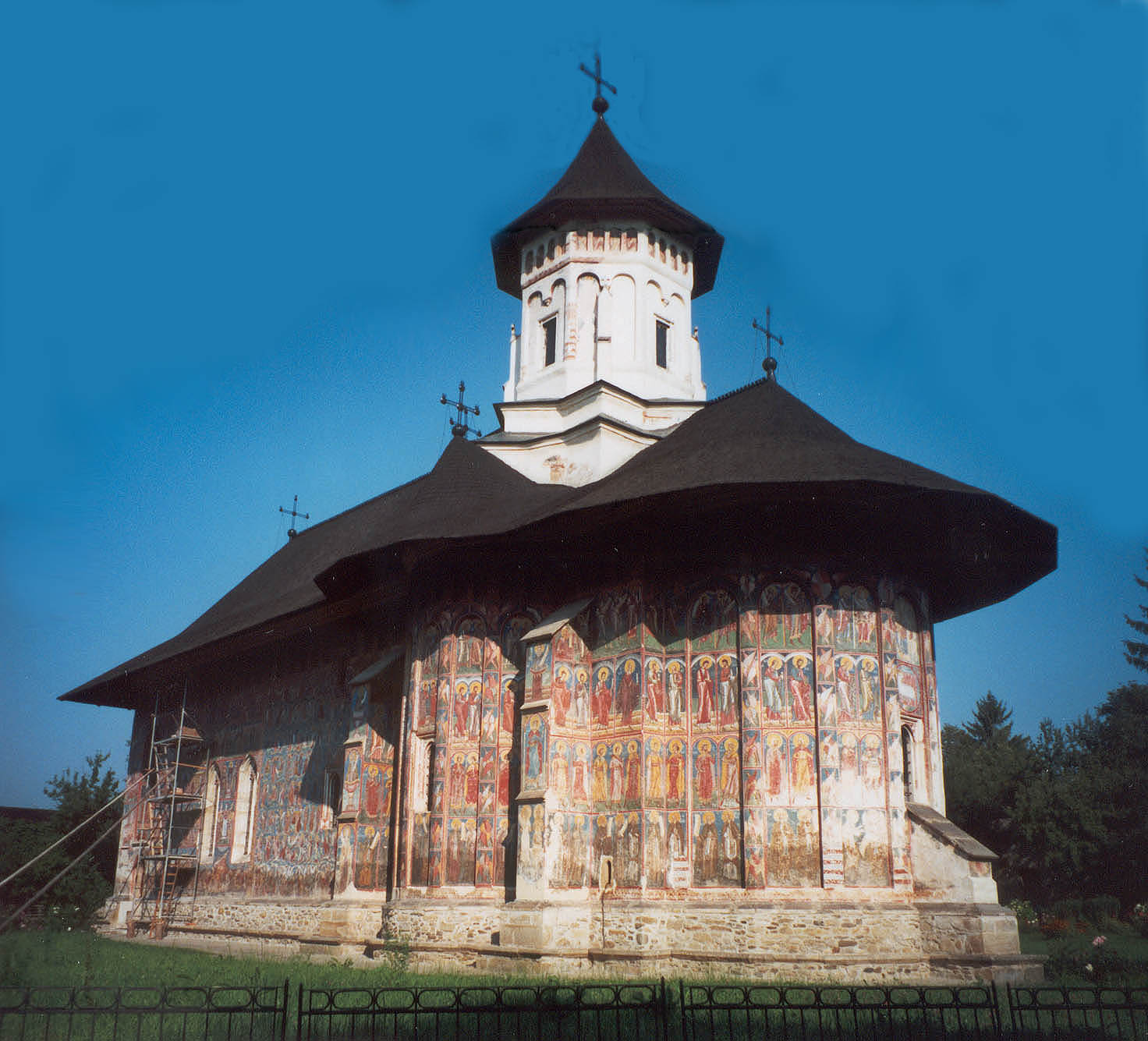
Klosterkirche Moldovița

Das Kloster Moldovița (rumänisch Mănăstirea Moldovița) ist ein rumänisch-orthodoxes Frauenkloster und liegt in Rumänien im Kreis Suceava auf dem Gebiet der Gemeinde Vatra Moldoviței. Die innerhalb der Klostermauern befindliche Kirche, die Mariä Verkündigung geweiht ist, wurde 1993 gemeinsam mit sechs anderen Moldauklöstern in die Liste des UNESCO-Weltkulturerbes aufgenommen.

## Geschichte

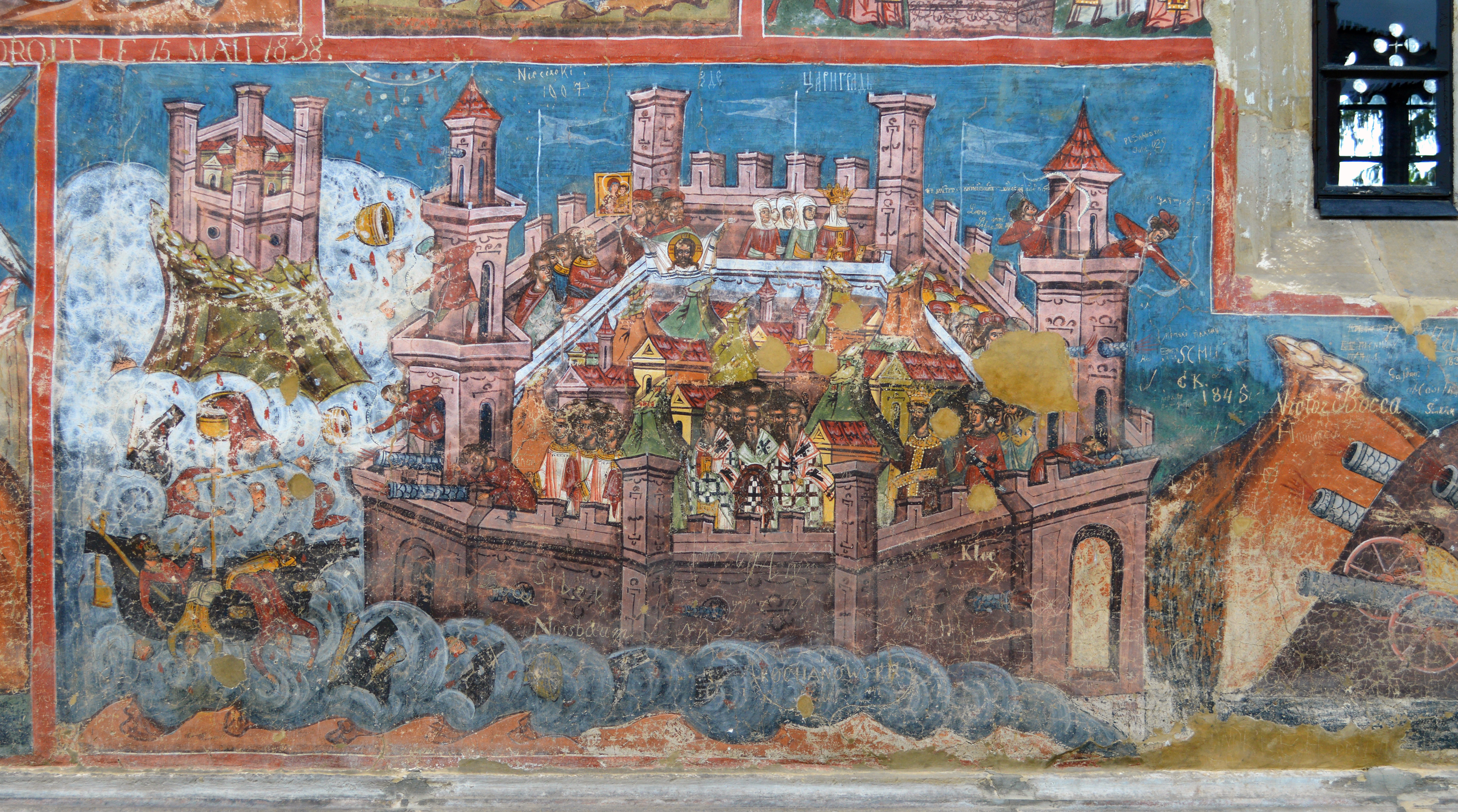
Darstellung der Belagerung Konstantinopels an der Südfassade an der Kirche des Klosters Moldovița

Das Kloster Moldovița wurde 1532 von Petru Rareș, einem unehelichen Sohn von Ștefan cel Mare, gestiftet. Die Kirche im traditionellen Dreikonchentypus mit fünf Räumen ist mit Wehrtürmen und Mauern umgeben. Die Innen- und Außenwände der Kirche wurden 1537 mit Wandmalereien versehen. Bedeutend sind u. a. Das Jüngste Gericht  sowie eine Darstellung der Belagerung Konstantinopels an der Südfassade.